# Very Light Jet

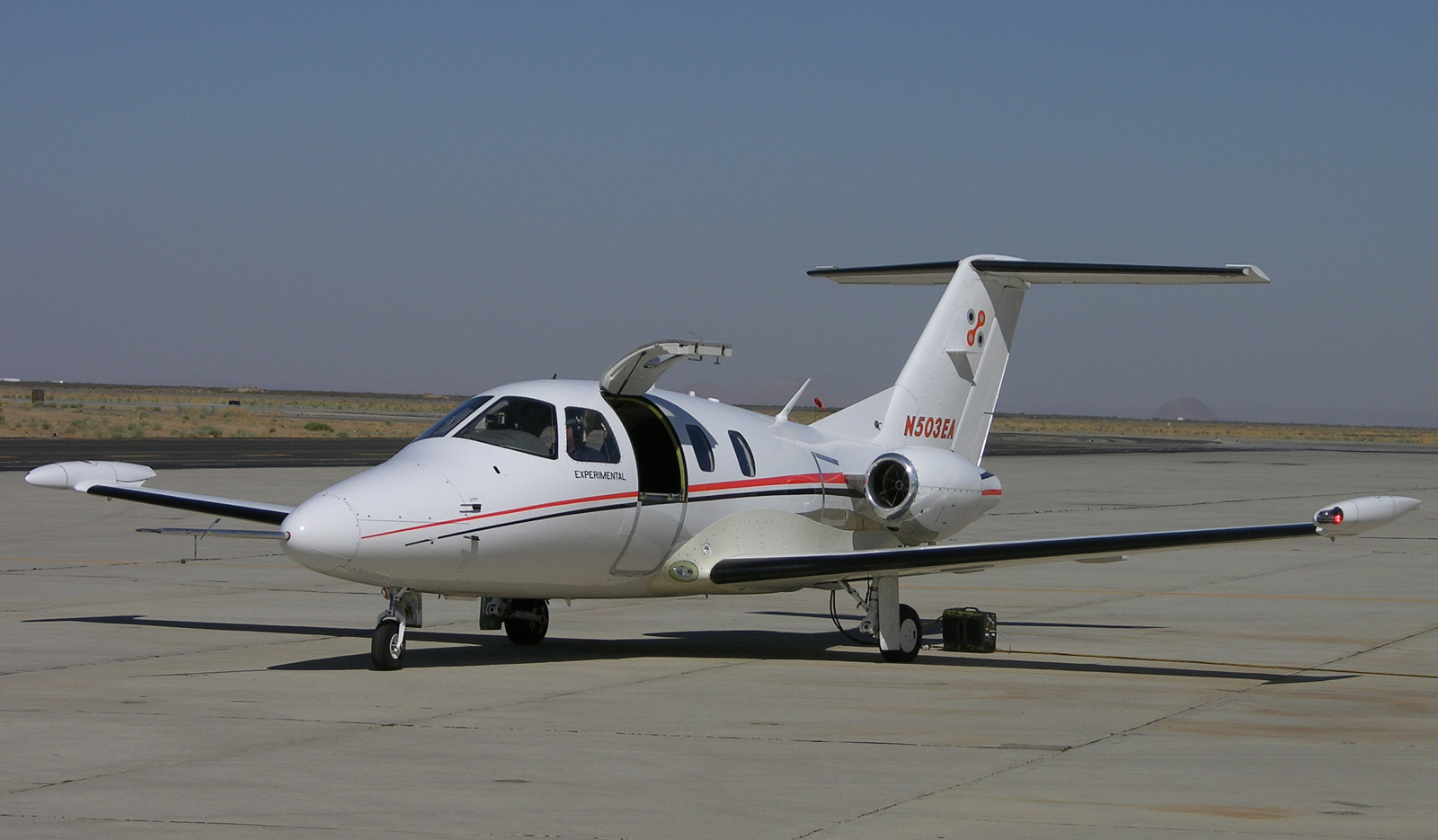
O Eclipse 500 foi amplamente comercializado como um VLJ

Very Light Jet (VLJ), entry-level jet, ou personal jet, previamente denominada microjet, é uma categoria de aviões a jato de pequeno porte. Algumas características desses aviões: são projetados para serem conduzidos por apenas um piloto; dispõem de 4 a 8 assentos para passageiros; o peso máximo de decolagem é inferior a 10 000 lb (0 kg). Esses aviões são mais leves que os jatos comerciais.
No início da década de 2000, surgiu nos Estados Unidos um súbito e elevado interesse pelo mercado de táxi aéreo e pelo Sistema de Transporte para Aeronaves Pequenas - SATS.(em inglês) Com isto, o mercado dos VLJ passou por uma expansão significativa: surgiram vários novos modelos, como por exemplo o Embraer Phenom 100, o Cessna Citation Mustang e o Eclipse 500. Porém, após os primeiros efeitos da Grande Recessão serem sentidos pela economia estadunidense, o desempenho do mercado de táxi aéreo estadunidense decepcionou e com isto a Eclipse Aviation (empresa fabricante de VLJ) e a DayJet (empresa do mercado de táxi aéreo) faliram. Posteriormente, em dezembro de 2010, Paul Bertorelli esclareceu que a denominação "Very Light Jet" não estava mais sendo utilizada pela indústria de aviação, e que "personal jet" era a nova denominação que estava sendo atribuída pela indústria a esses pequenos jatos.

## Modelos
| Design                             | Construtor                                            | Capacidade                         | Motores                            | Velocidade máxima                  | Alcance                            | Custo                              | Unidades vendidas                  | Certificação                       |
| Protótipos construídos e em ensaio | Protótipos construídos e em ensaio                    | Protótipos construídos e em ensaio | Protótipos construídos e em ensaio | Protótipos construídos e em ensaio | Protótipos construídos e em ensaio | Protótipos construídos e em ensaio | Protótipos construídos e em ensaio | Protótipos construídos e em ensaio |
| ---------------------------------- | ----------------------------------------------------- | ---------------------------------- | ---------------------------------- | ---------------------------------- | ---------------------------------- | ---------------------------------- | ---------------------------------- | ---------------------------------- |
| Eclipse 500                        | Eclipse Aviation                                      | 6                                  | 2× PW610F                          | 375 nós (695 km/h)                 | 1,395 km                           | $1.52 milhão                       | 2,350                              | 30 de setembro, 2006               |
| Cessna Citation Mustang            | Cessna                                                | 6                                  | 2× PW615F                          | 340 nós (630 km/h)                 | 1,300 km                           | $2.62 milhão                       | 250                                | 08 de setembro, 2006               |
| Adam A700 AdamJet                  | Adam Aircraft Industries                              | 7                                  | 2× Williams FJ33                   | 340 nós (630 km/h)                 | 1,200 km                           | $2.28 milhão                       | 282                                | final de 2006                      |
| Diamond D-Jet                      | Diamond Aircraft                                      | 5                                  | 1× Williams FJ33-4                 | 315 nós (583 km/h)                 | 1,350 km                           | $0.93 milhão                       | 125                                | início de 2008                     |
| ATG Javelin                        | Aviation Technology Group Israeli Aircraft Industries | 2                                  | 2× Williams FJ33                   | 530 nós (982 km/h)                 | 1,200 km                           | $2.80 milhão                       | 100+                               | início de 2008                     |
| Spectrum Aero Model 33             | Spectrum Aeronautical                                 | 9                                  | 2× Williams FJ33-4                 | 415 nós (770 km/h)                 | 2,000 km                           | $3.65 milhão                       |                                    | início de 2008                     |
| Excel-Jet Sport-Jet                | Excel-Jet                                             | 5                                  | 1× Williams FJ33-4                 | 340 nós (630 km/h)                 | 1,000 km                           | $1.00 milhão                       |                                    | início de 2008                     |
| Honda HA-420 HondaJet              | Honda                                                 | 6-8                                | 2× GE Honda HF118                  | 420 nós (778 km/h)                 | 1,100 km                           |                                    |                                    | 2009                               |
| Atualmente em desenvolvimento      |                                                       |                                    |                                    |                                    |                                    |                                    |                                    |                                    |
| EV-20 Vantage Jet                  | Eviation Jets                                         | 10                                 | 2× Williams FJ44-1                 | 424 nós (785 km/h)                 | 1,300 km                           | $3.00 milhão                       |                                    | meio de 2007                       |
| Epic Jet                           | Epic Aircraft                                         | 7                                  | 2× Williams FJ33-4                 | 390 nós (722 km/h)                 | 1,600 km                           | $2.10 milhão                       |                                    | início de 2008                     |
| Embraer Phenom 100                 | Embraer                                               | 6-8                                | 2× PW617F                          | 380 nós (704 km/h)                 | 1,320 km                           | $2.98 milhão                       | 300+                               | meio de 2008                       |
| Construção caseira                 |                                                       |                                    |                                    |                                    |                                    |                                    |                                    |                                    |
| Aerocomp Comp Air Jet              | Aerocomp                                              | 8                                  | 1× Ivchenko AI-25TL                | 320 nós (593 km/h)                 | 1,250 km                           | < $0.87 milhão                     |                                    |                                    |
| Viper Jet                          | Viper Aircraft                                        | 2                                  | 1× GE CJ-610                       | 460 nós (852 km/h)                 | 750 km                             |                                    |                                    |                                    |
| Maverick Leader III                | Maverick Jets                                         | 4                                  | 2× Williams FJ33-4                 | 472 nós (875 km/h)                 | 1,450 km                           |                                    |                                    |                                    |
| Interrompido ou cancelado          |                                                       |                                    |                                    |                                    |                                    |                                    |                                    |                                    |
| Avocet ProJet                      | Avocet Aircraft                                       | 6                                  | 2× desconhecido                    | 365 nós (676 km/h)                 | 1,200 km                           | $2.00 milhão                       |                                    | Cancelado em 2006                  |
| Safire Jet                         | Safire Aircraft                                       | 6                                  | 2× Williams FJ33-4                 | 380 nós (704 km/h)                 | 1,300 km                           | $1.40 milhão                       |                                    | Interrompido em 2005               |
| Century Jet                        | Century Aerospace                                     | 6                                  | 2× Williams FJ33-1                 | 370 nós (685 km/h)                 | 1,500 km                           | $2.70 milhão                       |                                    | Interrompido em 2001               |